# Liste des édifices labellisés « Architecture contemporaine remarquable » de Loir-et-Cher
Cet article recense les édifices labellisés « Architecture contemporaine remarquable » de Loir-et-Cher, en France.
Le label « Architecture contemporaine remarquable » remplace depuis 2016 l'ancien label « Patrimoine du XXe siècle ». Il ne prend en compte que des édifices de moins de 100 ans à la date de labellisation, et qui ne sont pas protégés comme monuments historiques.
Au début 2024, le Loir-et-Cher compte 17 édifices ainsi labellisés.

## Liste
| Monument                                               | Commune                 | Adresse | Coordonnées                      | Notice     | Date | Illustration                                 |
| ------------------------------------------------------ | ----------------------- | --- | -------------------------------- | ---------- | ---- | -------------------------------------------- |
| Bibliothèque Abbé-Grégoire                             | Blois                   | 4-6 place Jean-Jaurès | 47° 35′ 27″ nord, 1° 20′ 10″ est | ACR0000423 | 2016 | Bibliothèque Abbé-Grégoire                   |
| Centre des archives de Saint-Gobain                    | Blois                   | | 47° 36′ 45″ nord, 1° 20′ 06″ est | ACR0000424 | 2019 | Image manquante Téléverser                   |
| Groupe scolaire Victor-Hugo                            | Blois                   | 5 rue Trouessard 6-10 rue d'Angleterre | 47° 35′ 23″ nord, 1° 19′ 57″ est | ACR0000425 | 2016 | Image manquante Téléverser                   |
| Imprimerie Cino del Duca                               | Blois                   | 111 avenue de Vendôme | 47° 36′ 18″ nord, 1° 18′ 51″ est | ACR0000429 | 2019 | Image manquante Téléverser                   |
| Lotissement du cirque Amar – maison des frères Amar    | Blois                   | 41, 43, 45 et 47 rue de la Sourderie | 47° 34′ 47″ nord, 1° 20′ 15″ est | ACR0000426 | 2016 | Image manquante Téléverser                   |
| Pont François-Mitterrand                               | Blois                   | Pont François-Mitterrand | 47° 34′ 35″ nord, 1° 19′ 22″ est | ACR0000427 | 2019 | Pont François-Mitterrand                     |
| Tête de pont de la rive droite                         | Blois                   | 1-7 et 2-6 rue Denis-Papin 1 et 2 rue Émile-Laurens 2 rue du Maréchal-Lattre-de- Tassigny 2 rue des Orfèvres 2-6 et 3-5 rond-point de la Résistance | 47° 35′ 10″ nord, 1° 20′ 09″ est | ACR0000432 | 2019 | Image manquante Téléverser                   |
| Parc-plage de Montrichard                              | Faverolles-sur-Cher     | Rue de la Plage | 47° 20′ 28″ nord, 1° 11′ 00″ est | ACR0000434 | 2016 | Image manquante Téléverser                   |
| Ancien relais de chasse                                | Loreux                  | L'Étang Dernier | 47° 24′ 18″ nord, 1° 50′ 42″ est | ACR0000435 | 2016 | Image manquante Téléverser                   |
| Résidences Touraine                                    | Montrichard Val de Cher | 11 avenue Eltville | 47° 20′ 46″ nord, 1° 10′ 09″ est | ACR0000436 | 2019 | Image manquante Téléverser                   |
| Pont sur la Loire                                      | Muides-sur-Loire        | | 47° 40′ 29″ nord, 1° 31′ 36″ est | ACR0000437 | 2019 | Pont sur la Loire                            |
| Pont Jean-Jaurès                                       | Romorantin-Lanthenay    | Boulevard Jean-Jaurès Boulevard Paul-Boncour | 47° 21′ 26″ nord, 1° 44′ 23″ est | ACR0000438 | 2019 | Image manquante Téléverser                   |
| Silo de l'Union                                        | Saint-Amand-Longpré     | 12 rue de la Gare | 47° 41′ 37″ nord, 1° 00′ 45″ est | ACR0000441 | 2016 | Image manquante Téléverser                   |
| Centrale nucléaire de Saint-Laurent-des-Eaux           | Saint-Laurent-Nouan     | L'Île aux Mouettes | 47° 43′ 12″ nord, 1° 34′ 40″ est | ACR0000442 | 2016 | Centrale nucléaire de Saint-Laurent-des-Eaux |
| Église Notre-Dame des Rottes                           | Vendôme                 | Les Rottes Rue Georges-Clémenceau | 47° 48′ 27″ nord, 1° 03′ 58″ est | ACR0000444 | 2016 | Image manquante Téléverser                   |
| Silo de la gare d'Onzain                               | Veuzain-sur-Loire       | 22 avenue de la République | 47° 29′ 33″ nord, 1° 11′ 07″ est | ACR0000445 | 2019 | Image manquante Téléverser                   |
| Base de loisirs du lac de Loire, hangars et club-house | Vineuil                 | | 47° 36′ 22″ nord, 1° 22′ 27″ est | ACR0000433 | 2014 | Image manquante Téléverser                   |